# Hipotrohoida
Hipotrohoida je vrsta krivulje ruleta. Dobi se jo tako, da se zasleduje gibanje dane točke pritrjene na krožnico s polmerom {\displaystyle r\,}, ki se kotali v notranjosti negibne krožnice s polmerom {\displaystyle R\,}, kjer za dano točko pomeni  {\displaystyle d\,} razdaljo od središča notranje krožnice. 

## Parametrična oblika enačbe hipotrohoide
Parametrična enačba hipotrohoide je:
{\displaystyle x(\theta )=(R-r)\cos \theta +d\cos \left({R-r \over r}\theta \right)\!\,,}
{\displaystyle y(\theta )=(R-r)\sin \theta -d\sin \left({R-r \over r}\theta \right)\!\,.}

## Polarna oblika enačbe hipotrohoide
V polarnem koordinatnem sistemu je enačba hipotrohoide:
{\displaystyle r(\theta )^{2}=(R-r)^{2}+2d(R-r)\cos \left({R \over r}\theta \right)+d^{2}\!\,.}

## Posebni primer
Posebni primer je hipocikloida z {\displaystyle d=r} in elipsa z {\displaystyle R=2r\,}.